# Parochthiphila freidbergi
Parochthiphila freidbergi är en tvåvingeart som beskrevs av Tanasijtshuk 2004. Parochthiphila freidbergi ingår i släktet Parochthiphila och familjen markflugor.
Artens utbredningsområde är Israel. Inga underarter finns listade i Catalogue of Life.